# Georg Ossian Sars
Georg Ossian Sars, ofte G.O. Sars (født 20. april 1837 i Florøs præstegård, død 7. april 1927) var en norsk zoolog. Han var søn af Michael Sars og bror til Ernst Sars.
Sars blev student 1857 og fik 1862 kongens guldmedalje for afhandlingen Norges ferskvandskrebsdyr. I. Branchiopoda (1865) og havde 1864-73 statsstipendium for praktisk-vivenskabelige undersøgelser angående torskefiskeriet, hvorefter han 1873-93 var statskonsulent i fiskerianliggender. Efter at han 1870 blev universitetsstipendiat, var han 1874-1918 professor i zoologi ved Kristiania Universitet. Årene 1876-78 deltog han i den norske ekspedition til Ishavet ("den norske Nordhavsekspedition"), som han planlagde og anførte sammen med Henrik Mohn. Senere indgik han i ekspeditionens redaktionskomité.
Sars forfattede en mængde videnskabelige monografier og afhandlinger i en række lærde samfunds publikationer og fagtidsskrifter, for eksempel "Archiv for mathematik og naturvidenskab", som han var medudgiver af fra dets oprettelse 1876. Hans hovedværk, An Account of the Crustacea of Norway (I-V, 1880-1911; udgivet med statsstøtte af Bergens Museum), var på sin tid det vigtigste værk om krebsdyrenes systematik. I detta ligesom i andre, mindre værker lavede Sars selv de mange kunstnerisk veludførte tegninger. Ud over krebsdyrene specialiserede han sig i Norges bløddyr og andre hvirvelløse dyr samt på torskens och hvalernes biologi.
Sars blev medlem af Vetenskapssocieteten i Uppsala i 1875), Fysiografiska Sällskapet i Lund i 1878 og Vetenskapsakademien i 1900. Ved Uppsala universitets jubelfest i 1877 blev han æresdoktor. Han var desuden medlem af det danske Videnskabernes Selskab fra 1890 og modtog Linnémedaljen i 1910. I Florø afsløres 1960 en dobbeltbuste af brødrene Ernst og Georg Ossian Sars. G.O. Sars blev også afbilledet på et norsk frimærke 1970.